# Muzaffer Çizer
Muzaffer Çizer (* 1907 in Istanbul; † 18. Dezember 1961 ebenda) war ein türkischer Fußballspieler, -schiedsrichter und -funktionär. Durch seine langjährige Tätigkeit für Fenerbahçe Istanbul und als dessen Eigengewächs wird er sehr stark mit diesem Verein assoziiert und von Vereins- und Fanseiten als eine der wichtigen Persönlichkeiten der Vereinsgeschichte bezeichnet. Nach seiner Spielerkarriere arbeitete er als Fußballschiedsrichter.

## Spielerkarriere

### Verein
Çizer durchlief die Nachwuchsabteilung von Fenerbahçe Istanbul und wurde hier im Laufe der Saison 1928/29 in den Profikader aufgenommen. Er kam in dieser Spielzeit am 10. August 1928 in dem Benefizspiel des Gazi Büstü gegen den Erzrivalen Galatasaray Istanbul zum Einsatz und gab damit sein Profidebüt für Fenerbahçe. Fortan gehörte er zum Stammkader seines Vereins an. Mit diesem spielte er in der gleichen Saison in der İstanbul Ligi (dt. Istanbuler Liga). Da damals in der Türkei keine landesübergreifende professionelle Liga existierte, existierten stattdessen in den Ballungszentren wie Istanbul, Ankara und Izmir regionale Ligen, von denen die İstanbul Ligi (auch İstanbul Futbol Ligi genannt) als die Renommierteste galt. In dieser Saison kam Çizer zu acht weiteren Ligaeinsätzen und verfehlte mit seinem Team die Istanbuler Meisterschaft mit einem Vier-Punkte-Rückstand auf den Erzrivalen Galatasaray Istanbul deutlich.
Nachfolgend war Çizer bis Mitte der 1930er Jahre ein fester Bestandteil der Mannschaft. Nachdem er mit seinem Team die Istanbuler Meisterschaft der Spielzeiten 1929/30 und 1932/33 holen konnte, gehörte er auch zu jener Fenerbahçe-Mannschaft, die in den Spielzeiten 1934/35, 1935/36 und 1936/37 drei Mal aufeinanderfolgend Istanbuler Meister werden konnte. Damit zog Fenerbahçe mit dem Erzrivalen Galatasaray gleich, der als erste Verein drei aufeinander folgende Meisterschaften erreichte. Er war auch Teil jener Fenerbahçe-Mannschaft, die in der Saison 1937 aus der Millî Küme als Sieger hervorging, einer Art Meisterschaftsturnier an der die Mannschaften der drei Großstädte Istanbul, Ankara und Izmir teilnahmen. Çizer bildete bei Fenerbahçe mit den Stürmern Zeki Rıza Sporel, Fikret Arıcan, Alâaddin Baydar eines der erfolgreichsten Offensivgespanne der Liga.
Nach diesen erfolgreichen drei Spielzeiten blieb Çizer zwar eine weitere Spielzeit bei Fenerbahçe, konnte jedoch mit seinem Team in dieser Spielzeitkeinen weiteren Titel holen. Im Anschluss an diese Saison 1937/38 verließ er Fenerbahçe und wechselte in die türkische Hauptstadt zu MKE Ankaragücü. Bei diesem Verein spielte er fortan in der Ankara Ligi.

### Nationalmannschaft
Çizer begann seine Nationalmannschaftskarriere 1931 mit einem Einsatz für die türkische Nationalmannschaft im Testspiel gegen die Bulgarische Nationalmannschaft. Bis zum November 1932 absolvierte er ein weiteres Länderspiel.
Mit der Türkischen Auswahl nahm Çizer am Balkan-Cup 1931 teil und wurde mit dieser Silbermedaillengewinner.

## Erfolge
Mit Fenerbahçe Istanbul
- Meister der İstanbul Futbol Ligi: 1929/30, 1932/33, 1934/35, 1935/36, 1936/37
- Meister der Millî Küme: 1937
- İstanbul-Şildi-Sieger: 1933/34, 1937/38
- Sieger im Ankara Stadyum Kupası: 1936

Mit der Türkischen Nationalmannschaft
- Zweiter des Balkan-Cups: 1931